# Каховський район
Каховський район (Каховщина) — район Херсонської області в Україні, утворений 2020 року. Адміністративний центр — місто Нова Каховка.

## Історія
Район утворено відповідно до постанови Верховної Ради України № 807-IX від 17 липня 2020 року. До його складу увійшли: Каховська, Новокаховська, Таврійська міські, Великолепетиська, Верхньорогачицька, Горностаївська, Любимівська, Асканія-Нова, Чаплинська селищні, Рубанівська, Костянтинівська, Зеленопідська, Тавричанська, Присиваська, Хрестівська сільські територіальні громади.
Раніше територія району входила до складу Каховського (1923—2020), Великолепетиського, Верхньорогачицького, Горностаївського, Чаплинського районів, ліквідованих тією ж постановою. Також до Новокаховської територіальної громади увійшли Козацька селищна і Веселівська сільська ради Бериславського району.

## Загальні відомості
Територія Каховського району — 6,40 тис. кв. км, населення — 223,82 тис. осіб. В складі району 15 територіальних громад, 162 населених пункти: 3 міста (Нова Каховка, Каховка, Таврійськ), 8 селищ міського типу (Асканія-Нова, Велика Лепетиха, Верхній Рогачик, Горностаївка, Дніпряни, Козацьке, Любимівка, Чаплинка) та 151 село.  
Адміністративний центр району — Нова Каховка (45,42 тис. осіб). В місті знаходяться Каховська районна рада, Каховська районна державна адміністрація, Каховська окружна прокуратура, Каховський районний відділ поліції.  
Каховське районне управління Головного управління Державної служби з надзвичайних ситуацій у Херсонській області знаходиться в Каховці.   

## Передісторія земель району
Більша частина території району в XIX - на початку XX ст. входила до складу Таврійської губернії Російської імперії. З 1917 р. — в складі УНР, Української держави, Української РСР.
30 березня 1944 р. указом Президії Верховної ради СРСР утворена Херсонська область, до якої зі складу Запорізької області були передані 6 районів (в тому числі Великолепетиський), зі складу Миколаївської області — 13 районів (в тому числі Горностаївський, Каховський та Чаплинський).
20.03.1946 р. утворені Верхньорогачицький, Високопільський і Ново-Маячківський райони. До складу Новомаячківського району віддали сільські Ради: Британську, Ново-Українську, Новомаячківську, Чернянську, Червоногвардійську, виключивши їх з складу Каховського району. В 1962 р. після укрупнення районів скасовані Верхньорогачицький та Горностаївський райони. У 1965 р. був відновлений Горностаївський район, у 1966 р. — Верхньорогачицький.
28 лютого 1952 р. засноване місто Нова Каховка. Воно було віднесено до категорії міст районного підпорядкування і увійшло до складу Каховського району.
В 1958 р. Нова Каховка віднесена до категорії міст обласного підпорядкування.
В 1965 р. в підпорядкування Новокаховській міській раді передали Дніпрянську селищну раду Каховського району.
2 березня 1983 р. утворене місто Таврійськ у складі Новокаховської міської ради.
У 2020 р. території Великолепетиського, Верхньорогачицького, Горностаївського, Каховського, Чаплинського районів, Новокаховської та Каховської міських рад увійшли до складу новоутвореного Каховського району з адміністративним центром в місті Нова Каховка.

## Суспільно-політичне життя

### Місцеві вибори 25 жовтня 2020 року
25 жовтня 2020 р. в Каховському районі відбулися перші місцеві вибори до районної ради, 3 міських, 6 селищних та 6 сільських рад. Було обрано 384 із 390 депутатів від 10 політичних партій та кандидатів-самовисуванців. 
За результатами виборів мандати отримали:
«Опозиційна платформа — За життя» — 85
самовисуванці — 66
«Слуга народу» — 54
«Наш край» — 51
Партія Ігоря Колихаєва «Нам тут жити!» — 43
ВО «Батьківщина» — 27
«Європейська солідарність» — 24
«За майбутнє» — 16
«Партія місцевого самоврядування» — 10
«Пропозиція» — 5
«Партія зелених України» — 3.
Ще 5 депутатів були обрані на повторних місцевих виборах 2021 р.: 28 березня ― до Верхньорогачицької селищної ради та 20 травня — до Асканія-Нова селищної ради. 

## Районна влада

### Каховська районна рада
До Каховської районної ради 25 жовтня 2020 р. виборці обрали 42 депутати від 6 політичних партій: 
«Опозиційна Платформа – За Життя» — 12
«Слуга народу» — 9
Партія Ігоря Колихаєва «Нам тут жити!» — 6
«Європейська солідарність» — 6
«Наш край» — 5
ВО «Батьківщина» — 4. 
Головою районної ради на першій сесії 20 листопада 2020 р. депутати обрали Валерія Брусенського («Слуга народу»), заступницею голови — Людмилу Васильєву (ОПЗЖ).

### Каховська районна державна адміністрація
28 квітня 2021 р. президент України Володимир Зеленський призначив Наталю Стаднік головою Каховської районної державної адміністрації. 

## Економіка
Чумак завод Місто Каховка